# Prix Femina
Prix Femina, auch Prix Fémina, ist ein französischer Literaturpreis. Er wurde 1904 von 22 Mitarbeiterinnen des Magazins La Vie heureuse begründet. Der Prix Femina wird seitdem jedes Jahr Anfang November von einer weiblichen Jury verliehen. Die Verleihung fand bis 2020 im Hôtel de Crillon statt. Seit 2021 findet sie im Musée Carnavalet statt. Der Preis wird für ein französischsprachiges Werk vergeben, das in Prosa oder Versen verfasst wurde.

## Geschichte
Der Prix Femina war gedacht als Gegenentwurf zum Prix Goncourt, der 1904 an Léon Frapié und nicht an die Favoritin Myriam Harry verliehen wurde. Die erste Frau, die den Prix Goncourt erhielt, war Elsa Triolet im Jahr 1944.

## Kategorien
Die drei Jurypreise im Überblick:
| Kategorie           | Originaltitel        | verliehen seit |
| ------------------- | -------------------- | -------------- |
| Roman               | Prix Femina          | 1904           |
| Ausländischer Roman | Prix Femina étranger | 1985           |
| Essay               | Prix Femina essai    | 1999           |

Ähnlich dem Prix Goncourt des lycéens wird seit 2016 zeitversetzt der Prix Femina des lycéens von einer Schülerjury aus der Normandie vergeben.

## Jury
Die Jury besteht 2025 aus zwölf weiblichen Mitgliedern:
- Nathalie Azoulai
- Jeanne Benameur
- Evelyne Bloch-Dano
- Isabelle Desesquelles
- Oriane Jeancourt Galignani
- Brigitte Giraud
- Paula Jacques
- Christine Jordis
- Mona Ozouf
- Patricia Reznikov
- Josyane Savigneau
- Julie Wolkenstein

## Preisträger

### Roman

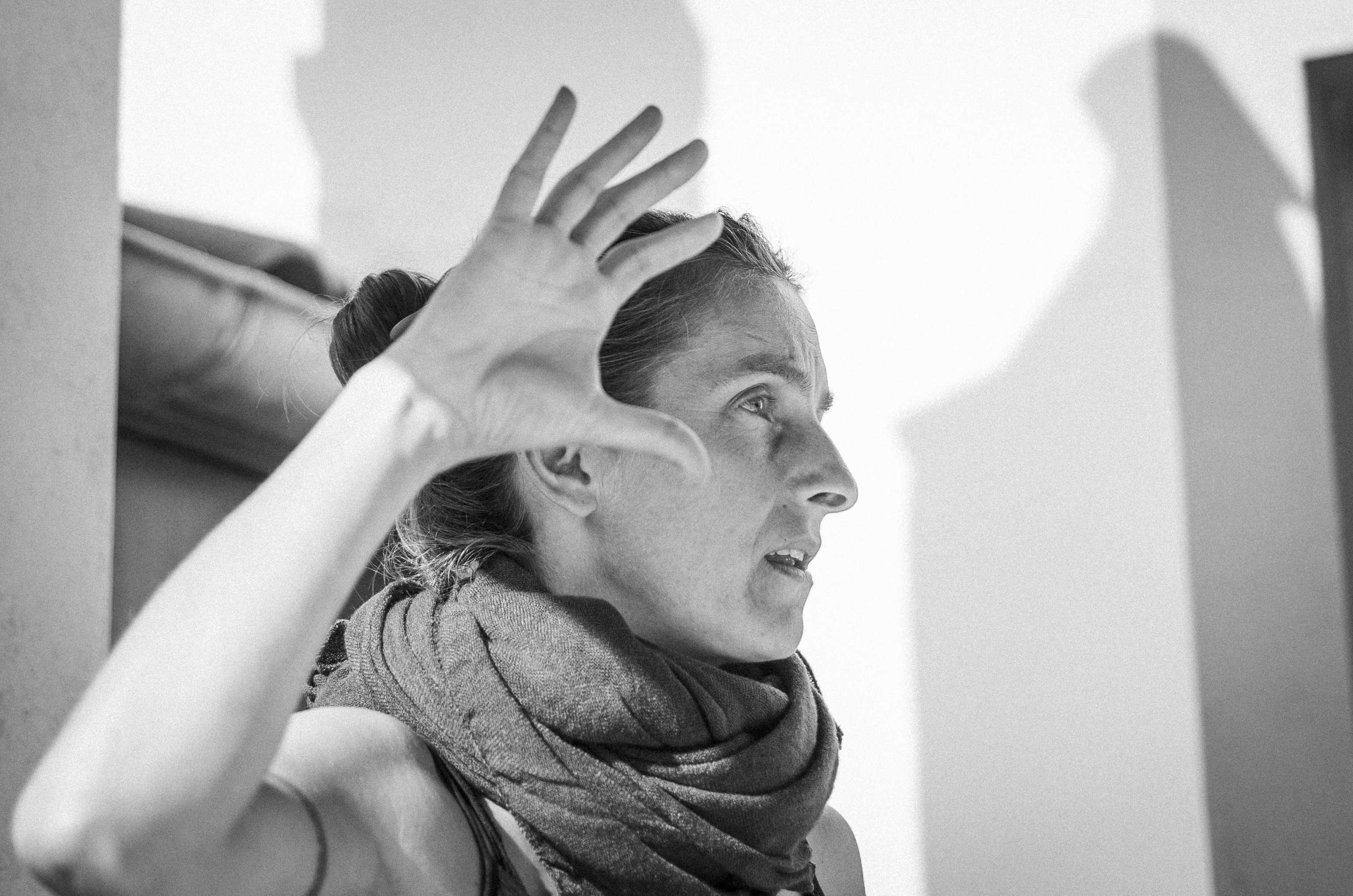
Preisträgerin 2023: Neige Sinno (Triste tigre)

Obwohl sich sowohl Romane als auch Gedichtbände qualifizieren können, wurden in der Vergangenheit fast ausnahmslos Romane prämiert. 1906 und 1920 wurden dichterische Werke preisgekrönt. Die Finalisten (2020 fünf Werke) werden zuvor bekanntgegeben.
Bisher am häufigsten ausgezeichnet wurden Bücher aus dem Verlag Gallimard (31 Siege), gefolgt von Seuil (9) und Grasset (8).
| Jahr       | Preisträger/-in                                                  | Roman                                                            | Deutscher Titel                                                  |
| ---------- | ---------------------------------------------------------------- | ---------------------------------------------------------------- | ---------------------------------------------------------------- |
| 1904       | Myriam Harry                                                     | La Conquête de Jérusalem                                         |                                                                  |
| 1905       | Romain Rolland                                                   | Jean-Christophe                                                  | Jean-Christophe / Johann Christof                                |
| 1906       | André Corthis                                                    | Gemmes et Moires                                                 |                                                                  |
| 1907       | Colette Yver                                                     | Princesses de science                                            | Der Kampf einer Aerztin                                          |
| 1908       | Édouard Estaunié                                                 | La Vie secrète                                                   | Das geheime Leben                                                |
| 1909       | Edmond Jaloux                                                    | Le reste est silence                                             |                                                                  |
| 1910       | Marguerite Audoux                                                | Marie-Claire                                                     | Marie-Claire / Marie Claire                                      |
| 1911       | Louis de Robert                                                  | Le Roman du malade                                               |                                                                  |
| 1912       | Jacques Morel                                                    | Feuilles mortes                                                  |                                                                  |
| 1913       | Camille Marbo                                                    | La Statue voilée                                                 |                                                                  |
| 1914– 1916 | Preis nicht vergeben                                             | Preis nicht vergeben                                             | Preis nicht vergeben                                             |
| 1917       | Maurice Larrouy                                                  | L’Odyssée d’un transport torpillé                                |                                                                  |
| 1918       | Henri Bachelin                                                   | Le Serviteur                                                     |                                                                  |
| 1919       | Roland Dorgelès                                                  | Les Croix de bois                                                | Die hölzernen Kreuze                                             |
| 1920       | Edmond Gojon                                                     | Le Jardin des dieux                                              |                                                                  |
| 1921       | Raymond Escholier                                                | Cantegril                                                        |                                                                  |
| 1922       | Jacques de Lacretelle                                            | Silbermann                                                       | Silbermann                                                       |
| 1923       | Jeanne Galzy                                                     | Les Allongés                                                     |                                                                  |
| 1924       | Charles Derennes                                                 | Le Bestiaire sentimental                                         |                                                                  |
| 1925       | Joseph Delteil                                                   | Jeanne d’Arc                                                     |                                                                  |
| 1926       | Charles Silvestre                                                | Prodige du cœur                                                  | Das unerschöpfliche Herz                                         |
| 1927       | Marie Le Franc                                                   | Grand-Louis l’innocent                                           | Eva und der Einfältige                                           |
| 1928       | Dominique Dunois                                                 | Georgette Garou                                                  | Georgette Garou / Ein starkes Herz                               |
| 1929       | Georges Bernanos                                                 | La Joie                                                          | Die Freude                                                       |
| 1930       | Marc Chadourne                                                   | Cécile de la Folie                                               |                                                                  |
| 1931       | Antoine de Saint-Exupéry                                         | Vol de nuit                                                      | Nachtflug                                                        |
| 1932       | Ramon Fernandez                                                  | Le Pari                                                          |                                                                  |
| 1933       | Geneviève Fauconnier                                             | Claude                                                           |                                                                  |
| 1934       | Robert Francis                                                   | Le Bateau-refuge                                                 |                                                                  |
| 1935       | Claude Silve                                                     | Bénédiction                                                      | Schloß Dampard / Schloss Dampard                                 |
| 1936       | Louise Hervieu                                                   | Sangs                                                            |                                                                  |
| 1937       | Raymonde Vincent                                                 | Campagne                                                         | Stilles Land                                                     |
| 1938       | Félix de Chazournes                                              | Caroline ou le Départ pour les îles                              |                                                                  |
| 1939       | Paul Vialar                                                      | La Rose de la mer                                                | Die Seerose / Fracht für Konstanza                               |
| 1940– 1943 | Preis nicht vergeben                                             | Preis nicht vergeben                                             | Preis nicht vergeben                                             |
| 1944       | Preisvergabe an das Kriegsverlagsprogramm der Éditions de Minuit | Preisvergabe an das Kriegsverlagsprogramm der Éditions de Minuit | Preisvergabe an das Kriegsverlagsprogramm der Éditions de Minuit |
| 1945       | Anne-Marie Monnet                                                | Le Chemin du soleil                                              |                                                                  |
| 1946       | Michel Robida                                                    | Le Temps de la longue patience                                   |                                                                  |
| 1947       | Gabrielle Roy                                                    | Bonheur d’occasion                                               |                                                                  |
| 1948       | Emmanuel Roblès                                                  | Les Hauteurs de la ville                                         | Auf den Höhen der Stadt                                          |
| 1949       | Maria Le Hardouin                                                | La Dame de cœur                                                  |                                                                  |
| 1950       | Serge Groussard                                                  | La Femme sans passé                                              |                                                                  |
| 1951       | Anne de Tourville                                                | Jabadao                                                          | Der grosse Jabadao                                               |
| 1952       | Dominique Rolin                                                  | Le Souffle                                                       |                                                                  |
| 1953       | Zoé Oldenbourg                                                   | La Pierre angulaire                                              |                                                                  |
| 1954       | Gabriel Véraldi                                                  | La Machine humaine                                               |                                                                  |
| 1955       | André Dhôtel                                                     | Le Pays où l’on arrive jamais                                    | Das Land, in dem man nie ankommt                                 |
| 1956       | François-Régis Bastide                                           | Les Adieux                                                       | Alles ist Abschied                                               |
| 1957       | Christian Megret                                                 | Le Carrefour des solitudes                                       | Helle Augen, schwarze Haut                                       |
| 1958       | Françoise Mallet-Joris                                           | L’Empire céleste                                                 | Bei Sokrates am Montparnasse                                     |
| 1959       | Bernard Privat                                                   | Au pied du mur                                                   |                                                                  |
| 1960       | Louise Bellocq                                                   | La Porte retombée                                                |                                                                  |
| 1961       | Henri Thomas                                                     | Le Promontoire                                                   | Das Kap / Das Vorgebirge                                         |
| 1962       | Yves Berger                                                      | Le Sud                                                           | Der Süden                                                        |
| 1963       | Roger Vrigny                                                     | La Nuit de Mougins                                               |                                                                  |
| 1964       | Jean Blanzat                                                     | Le Faussaire                                                     | In einem Zwischenreich                                           |
| 1965       | Robert Pinget                                                    | Quelqu’un                                                        | Augenblicke der Wahrheit / Jemand                                |
| 1966       | Irène Monesi                                                     | Nature morte devant la fenêtre                                   |                                                                  |
| 1967       | Claire Etcherelli                                                | Élise ou la Vraie Vie                                            | Elise oder das wahre Leben                                       |
| 1968       | Marguerite Yourcenar                                             | L’Œuvre au noir                                                  | Die schwarze Flamme                                              |
| 1969       | Jorge Semprún                                                    | La Deuxième Mort de Ramón Mercader                               | Der zweite Tod des Ramón Mercader                                |
| 1970       | François Nourissier                                              | La Crève                                                         |                                                                  |
| 1971       | Angelo Rinaldi                                                   | La Maison des Atlandes                                           |                                                                  |
| 1972       | Roger Grenier                                                    | Ciné-roman                                                       |                                                                  |
| 1973       | Michel Dard                                                      | Juan Maldonne                                                    |                                                                  |
| 1974       | René-Victor Pilhes                                               | L’Imprécateur                                                    | Panik in der Rue Oberkampf                                       |
| 1975       | Claude Faraggi                                                   | Le Maître d’heure                                                |                                                                  |
| 1976       | Marie-Louise Haumont                                             | Le Trajet                                                        |                                                                  |
| 1977       | Régis Debray                                                     | La neige brûle                                                   | Ein Leben für ein Leben                                          |
| 1978       | François Sonkin                                                  | Un amour de père                                                 |                                                                  |
| 1979       | Pierre Moinot                                                    | Le Guetteur d’ombre                                              |                                                                  |
| 1980       | Jocelyne François                                                | Joue-nous España                                                 | Schlusspunkt                                                     |
| 1981       | Catherine Hermary-Vieille                                        | Le Grand Vizir de la nuit                                        | Der Grosswesir der Nacht                                         |
| 1982       | Anne Hébert                                                      | Les Fous de Bassan                                               |                                                                  |
| 1983       | Florence Delay                                                   | Riche et Légère                                                  |                                                                  |
| 1984       | Bertrand Visage                                                  | Tous les soleils                                                 |                                                                  |
| 1985       | Héctor Bianciotti                                                | Sans la miséricorde du Christ                                    | Das extreme Leben einer unscheinbaren Frau                       |
| 1986       | René Belletto                                                    | L’Enfer                                                          | Höllische Augenblicke                                            |
| 1987       | Alain Absire                                                     | L’Égal de Dieu                                                   |                                                                  |
| 1988       | Alexandre Jardin                                                 | Le Zèbre                                                         | Das Zebra                                                        |
| 1989       | Sylvie Germain                                                   | Jours de colère                                                  | Tage des Zorns                                                   |
| 1990       | Pierrette Fleutiaux                                              | Nous sommes éternels                                             |                                                                  |
| 1991       | Paula Jacques                                                    | Déborah et les anges dissipés                                    | Die leichtsinnigen Engel                                         |
| 1992       | Anne-Marie Garat                                                 | Aden                                                             |                                                                  |
| 1993       | Marc Lambron                                                     | L’Œil du silence                                                 |                                                                  |
| 1994       | Olivier Rolin                                                    | Port-Soudan                                                      |                                                                  |
| 1995       | Emmanuel Carrère                                                 | La Classe de neige                                               | Schneetreiben                                                    |
| 1996       | Geneviève Brisac                                                 | Week-end de chasse à la mère                                     | Weekend                                                          |
| 1997       | Dominique Noguez                                                 | Amour noir                                                       | Schwarze Liebe                                                   |
| 1998       | François Cheng                                                   | Le Dit de Tianyi                                                 | Regenbogen überm Jangtse / Der lange Weg des Tianyi              |
| 1999       | Maryline Desbiolles                                              | Anchise                                                          |                                                                  |
| 2000       | Camille Laurens                                                  | Dans ces bras-là                                                 | In den Armen der Männer                                          |
| 2001       | Marie NDiaye                                                     | Rosie Carpe                                                      | Rosie Carpe                                                      |
| 2002       | Chantal Thomas                                                   | Les Adieux à la reine                                            | Leb wohl, meine Königin!                                         |
| 2003       | Dai Sijie                                                        | Le Complexe de Di                                                | Muo und der Pirol im Käfig                                       |
| 2004       | Jean-Paul Dubois                                                 | Une vie française                                                | Die Jahre des Paul Blick / Ein französisches Leben               |
| 2005       | Régis Jauffret                                                   | Asiles de fous                                                   |                                                                  |
| 2006       | Nancy Huston                                                     | Lignes de faille                                                 | Ein winziger Makel                                               |
| 2007       | Éric Fottorino                                                   | Baisers de cinéma                                                |                                                                  |
| 2008       | Jean-Louis Fournier                                              | Où on va, papa ?                                                 | Wo fahren wir hin, Papa?                                         |
| 2009       | Gwenaëlle Aubry                                                  | Personne                                                         | Niemand                                                          |
| 2010       | Patrick Lapeyre                                                  | La vie est brève et le désir sans fin                            | Das Leben ist kurz und voller Begierden                          |
| 2011       | Simon Liberati                                                   | Jayne Mansfield 1967                                             |                                                                  |
| 2012       | Patrick Deville                                                  | Peste et Choléra                                                 | Pest & Cholera                                                   |
| 2013       | Léonora Miano                                                    | La Saison de l’ombre                                             | Zeit des Schattens                                               |
| 2014       | Yanick Lahens                                                    | Bain de lune                                                     |                                                                  |
| 2015       | Christophe Boltanski                                             | La Cache                                                         | Das Versteck                                                     |
| 2016       | Marcus Malte                                                     | Le Garçon                                                        |                                                                  |
| 2017       | Philippe Jaenada                                                 | La Serpe                                                         |                                                                  |
| 2018       | Philippe Lançon                                                  | Le Lambeau                                                       | Der Fetzen                                                       |
| 2019       | Sylvain Prudhomme                                                | Par les routes                                                   | Allerorten                                                       |
| 2020       | Serge Joncour                                                    | Nature humaine                                                   |                                                                  |
| 2021       | Clara Dupont-Monod                                               | S’adapter                                                        | Brüderchen                                                       |
| 2022       | Claudie Hunzinger                                                | Un chien à ma table                                              |                                                                  |
| 2023       | Neige Sinno                                                      | Triste tigre                                                     |                                                                  |
| 2024       | Miguel Bonnefoy                                                  | Le Rêve du jaguar                                                |                                                                  |

### Ausländischer Roman

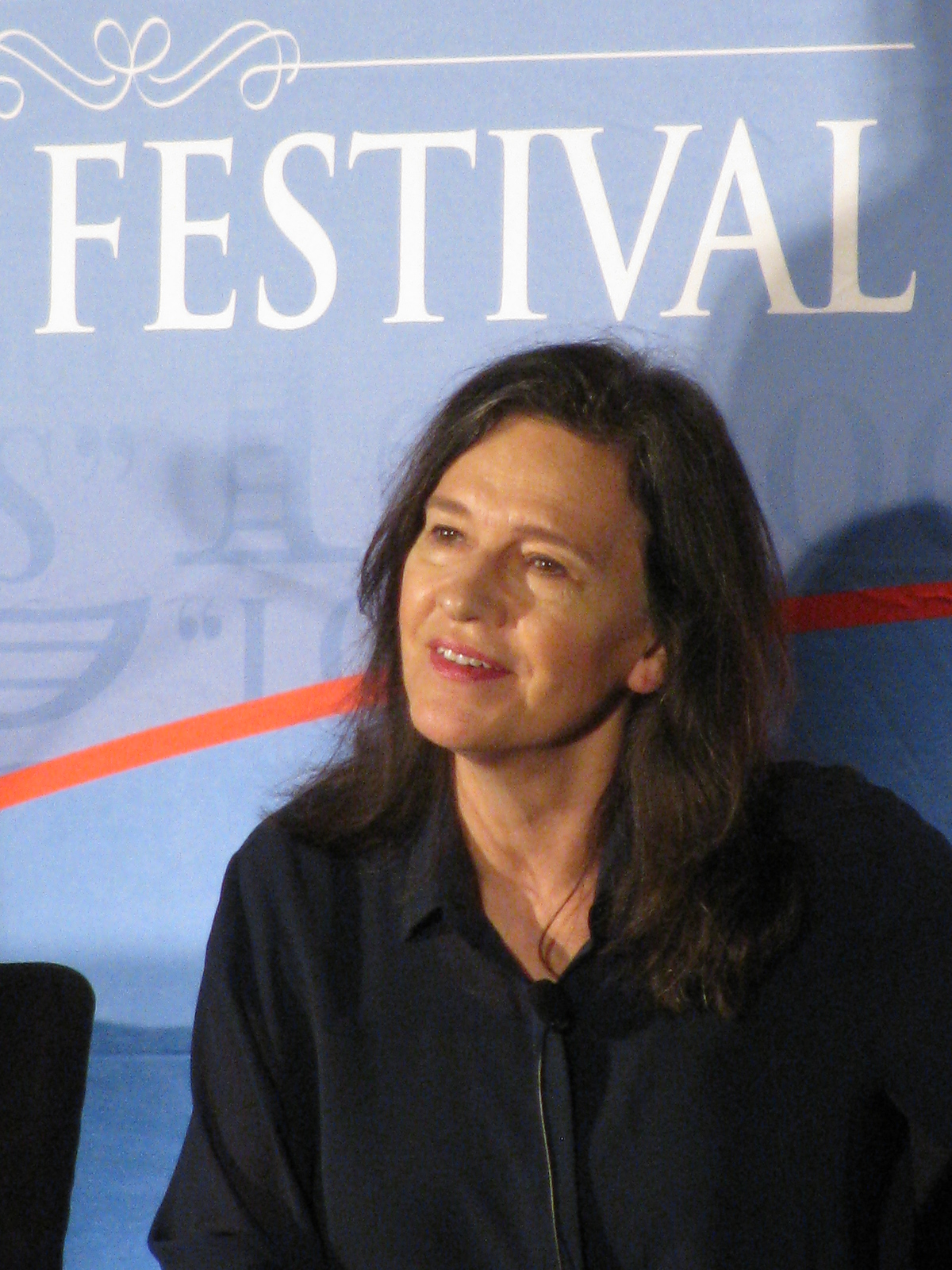
Preisträgerin 2023: Louise Erdrich (La Sentence)

Am erfolgreichsten in der Kategorie Prix Femina étranger waren US-amerikanische Autoren (9 Siege), gefolgt von ihren Kollegen aus Großbritannien (6). Als bislang einziger Autor aus dem deutschsprachigen Raum wurde 2009 der Schweizer Matthias Zschokke mit der Übersetzung seines Romans Maurice mit Huhn geehrt.
Bisher am häufigsten ausgezeichnet wurden Bücher aus dem Verlag Gallimard (6 Siege). Die Finalisten (2020 sechs Werke) werden zuvor bekanntgegeben. 2019 erhielt Edna O’Brien einen Spezialpreis für ihr Lebenswerk zuerkannt.
| Jahr | Preisträger/-in      | Titel (Originaltitel)                                                                               | Deutscher Titel                                |
| ---- | -------------------- | --------------------------------------------------------------------------------------------------- | ---------------------------------------------- |
| 1985 | J. M. Coetzee        | Michael K, sa vie, son temps (Life & Times of Michael K)                                            | Leben und Zeit des Michael K.                  |
| 1986 | Torgny Lindgren      | Bethsabée (Batseba)                                                                                 | Bathseba                                       |
| 1987 | Susan Minot          | Mouflets (Monkeys)                                                                                  | Kinder                                         |
| 1988 | Amos Oz              | La Boîte noire (קופסה שחורה, Qwpsah šḥwrah)                                                         | Black Box                                      |
| 1989 | Alison Lurie         | La Vérité sur Lorin Jones (The Truth about Lorin Jones)                                             | Die Wahrheit über Lorin Jones                  |
| 1990 | Vergílio Ferreira    | Matin perdu (Manhã submersa)                                                                        |                                                |
| 1991 | David Malouf         | Ce vaste monde (The Great World)                                                                    | Die grosse Welt                                |
| 1992 | Julian Barnes        | Love, etc. (Talking It Over)                                                                        | Darüber reden                                  |
| 1993 | Ian McEwan           | L’Enfant volé (The Child in Time)                                                                   | Ein Kind zur Zeit                              |
| 1994 | Rose Tremain         | Le Royaume interdit (Sacred Country)                                                                | Die Umwandlung / Die Verwandlung der Mary Ward |
| 1995 | Jeroen Brouwers      | Rouge décanté (Bezonken rood)                                                                       | Versunkenes Rot                                |
| 1996 | Javier Marías        | Demain dans la bataille, pense à moi (Mañana en la batalla piensa en mí)                            | Morgen in der Schlacht denk an mich            |
| 1997 | Jia Pingwa           | La Capitale déchue (廢都, Fei du)                                                                   |                                                |
| 1998 | Antonio Muñoz Molina | Pleine Lune (Plenilunio)                                                                            | Die Augen eines Mörders                        |
| 1999 | Hitonari Tsuji       | Le Bouddha blanc (Hakubutsu)                                                                        | Der weiße Buddha                               |
| 2000 | Jamaica Kincaid      | Mon frère (My Brother)                                                                              | Mein Bruder                                    |
| 2001 | Keith Ridgway        | Mauvaise Pente (The Long Falling)                                                                   |                                                |
| 2002 | Erri De Luca         | Montedidio (Montedidio)                                                                             | Ich bin da / Montedidio                        |
| 2003 | Magda Szabó          | La Porte (Az ajtó)                                                                                  | Die Tür / Hinter der Tür                       |
| 2004 | Hugo Hamilton        | Sang impur (The Speckled People)                                                                    | Gescheckte Menschen                            |
| 2005 | Joyce Carol Oates    | Les Chutes (The Falls)                                                                              | Niagara                                        |
| 2006 | Nuala O’Faolain      | L’Histoire de Chicago May (The Story of Chicago May)                                                | Chicago May                                    |
| 2007 | Edward St Aubyn      | Le Goût de la mère (Mother’s Milk)                                                                  | Muttermilch                                    |
| 2008 | Sandro Veronesi      | Chaos calme (Caos calmo)                                                                            | Stilles Chaos                                  |
| 2009 | Matthias Zschokke    | Maurice à la poule (Maurice mit Huhn)                                                               | Maurice mit Huhn                               |
| 2010 | Sofi Oksanen         | Purge (Puhdistus)                                                                                   | Fegefeuer                                      |
| 2011 | Francisco Goldman    | Dire son nom (Say Her Name)                                                                         | Sag ihren Namen                                |
| 2012 | Julie Otsuka         | Certaines n’avaient jamais vu la mer (The Buddha in the Attic)                                      | Wovon wir träumten                             |
| 2013 | Richard Ford         | Canada (Canada)                                                                                     | Kanada                                         |
| 2014 | Zeruya Shalev        | Ce qui reste de nos vies (שארית החיים, Sche'arit Hachajim)                                          | Für den Rest des Lebens                        |
| 2015 | Kerry Hudson         | La Couleur de l’eau (Thirst)                                                                        |                                                |
| 2016 | Rabih Alameddine     | Les Vies de papier (An Unnecessary Woman)                                                           | Eine überflüssige Frau                         |
| 2017 | John Edgar Wideman   | Ecrire pour sauver une vie, le dossier Louis Till (Writing to Save a Life: The Louis Till File)     |                                                |
| 2018 | Alice McDermott      | La Neuvième Heure (The Ninth Hour)                                                                  |                                                |
| 2019 | Manuel Vilas         | Ordesa (Ordesa)                                                                                     | Die Reise nach Ordesa                          |
| 2020 | Deborah Levy         | Ce que je ne veux pas savoir / Le coût de la vie (Things I Don’t Want to Know / The Cost of Living) | nicht bekannt / Was das Leben kostet           |
| 2021 | Ahmet Altan          | Madame Hayat (Madame Hayat)                                                                         |                                                |
| 2022 | Rachel Cusk          | La Dépendance (Second Place)                                                                        | Der andere Ort                                 |
| 2023 | Louise Erdrich       | La Sentence (The Sentence)                                                                          | Jahr der Wunder                                |

### Essay

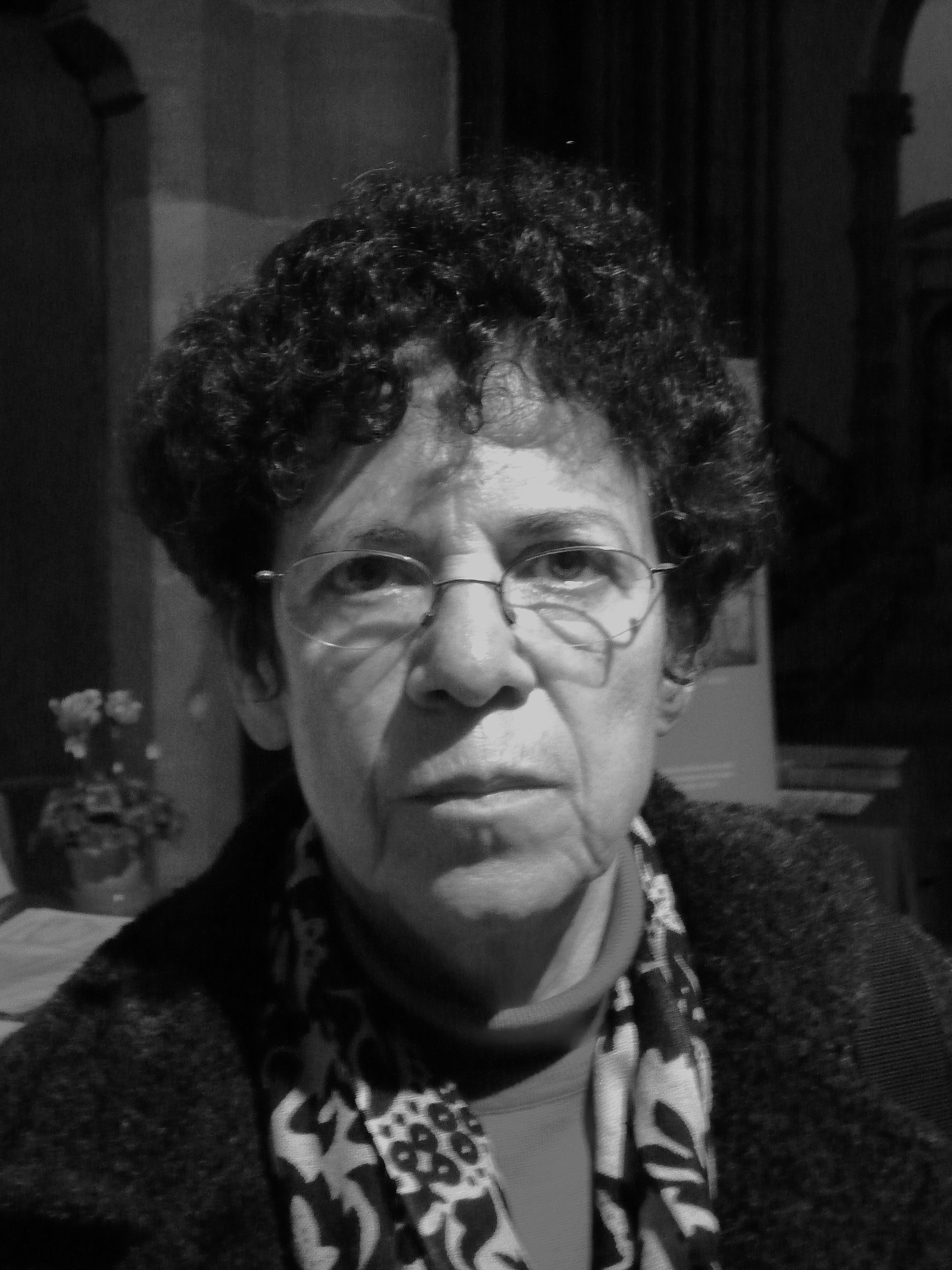
Preisträgerin 2022: Annette Wieviorka (Tombeaux)

Bisher am häufigsten ausgezeichnet wurden Bücher aus dem Verlag Grasset (6 Siege).
Die Finalisten (2020 sechs Werke) werden zuvor bekanntgegeben. 2020 erhielt der ebenfalls nominierte Autor Charif Majdalani (Beyrouth 2020: journal d’un effondrement) einen Spezialpreis zuerkannt.
| Jahr | Preisträger/-in             | Werk                                                                          | Deutscher Titel      |
| ---- | --------------------------- | ----------------------------------------------------------------------------- | -------------------- |
| 1999 | Michel del Castillo         | Colette, une certaine France                                                  |                      |
| 2000 | Preis nicht vergeben        | Preis nicht vergeben                                                          | Preis nicht vergeben |
| 2001 | Elvire de Brissac           | Ô dix-neuvième !                                                              |                      |
| 2002 | Michael Barry               | Massoud                                                                       |                      |
| 2003 | Jean Hatzfeld               | Une saison de machettes                                                       | Zeit der Macheten    |
| 2004 | Roger Kempf                 | L’Indiscrétion des frères Goncourt                                            |                      |
| 2005 | Thérèse Delpech             | L’Ensauvagement                                                               |                      |
| 2006 | Claude Arnaud               | Qui dit je en nous?                                                           |                      |
| 2007 | Gilles Lapouge              | L’Encre du voyageur                                                           |                      |
| 2008 | Denis Podalydès             | Voix off                                                                      |                      |
| 2009 | Michelle Perrot             | Histoire de chambres                                                          |                      |
| 2010 | Jean-Didier Vincent         | Elisée Reclus: géographe, anarchiste, écologiste                              |                      |
| 2011 | Laure Murat                 | L’Homme qui se prenait pour Napoléon: Pour une histoire politique de la folie |                      |
| 2012 | Tobie Nathan                | Ethno-roman                                                                   |                      |
| 2013 | Jean-Paul Enthoven Enthoven | Dictionnaire amoureux de Marcel Proust                                        |                      |
| 2014 | Paul Veyne                  | Et dans l’éternité je ne m’ennuierai pas                                      |                      |
| 2015 | Emmanuelle Loyer            | Claude Lévi-Strauss                                                           | Lévi-Strauss         |
| 2016 | Ghislaine Dunant            | Charlotte Delbo, la vie retrouvée                                             |                      |
| 2017 | Jean-Luc Coatalem           | Mes pas vont ailleurs                                                         |                      |
| 2018 | Élisabeth de Fontenay       | Gaspard de la nuit                                                            |                      |
| 2019 | Emmanuelle Lambert          | Giono, furioso                                                                |                      |
| 2020 | Christophe Granger          | Joseph Kabris ou Les possibilités d’une vie                                   |                      |
| 2021 | Annie Cohen-Solal           | Un étranger nommé Picasso                                                     |                      |
| 2022 | Annette Wieviorka           | Tombeaux. Autobiographie de ma famille                                        |                      |
| 2023 | Hugo Micheron               | La Colère et l’Oubli                                                          |                      |